# Hngettvin-nikája
A hngettvin-nikája (burmai: ငှက်တွင်နိကာယ, IPA: ŋ̊ɛʔtwɪ̀ɴ nḭkàja̰, hivatalosan Catubhummika Mahasatipatthana Hngettwin) burmai buddhista egyházi szervezet, amelyhez mintegy ezer szerzetes (bhikkhu) tartozik, elsősorban Mandalajban. A 19. század közepén alapított rend az ország kilenc hivatalosan elfogadott egyházi rendje közé tartozik, az 1990-es szanghákról rendelkező törvény értelmében. Erőteljesen ortodox rend, amely minimalista és aszkéta szemléletű, a buddhista tanokkal összeegyeztethetetlen szertartásokat meg nem engedő irányzat. Például a rend tagjai szigorúan betartják az öt fogadalmat és nem imádják a buddha-szobrokat sem, helyette a dharma szellemiségére helyezik a hangsúlyt.

## Története
A hngettvin rendet Hngettvin („madarak barlangja”) apátja alapította a 19. század közepén. A többi burmai buddhista hagyományhoz hasonlóan ki volt téve az erős brit gyarmatosító hatásnak és a 20. századi japán megszállásnak. 1980-ban a rend részt vett a burmai buddhista kongresszuson, amelynek célja egy központi bizottság által irányított burmai szangha felállítása volt, amely egyesíti a különféle burmai rendeket.